# 赵世兰
赵世兰（1896年—1969年），重庆酉阳人，土家族，中华人民共和国政治人物，中华全国民主妇女联合会执行委员会委员、煤炭工业部机关党委书记。
担任1954年，当选第一届全国人民代表大会代表。

## 家庭
- 哥哥赵世珏
- 妹妹赵君陶，妹夫李硕勋。
  - 姨甥李鹏，前任中华人民共和国国务院总理、全国人民代表大会常务委员会委员长。
- 弟弟赵世炎，弟媳夏之栩